# Pseudotanais (Pseudotanais) nipponicus
Pseudotanais (Pseudotanais) nipponicus is een naaldkreeftjessoort uit de familie van de Pseudotanaidae. De wetenschappelijke naam van de soort is voor het eerst geldig gepubliceerd in 2007 door McLelland.